# Thamnolaea cinnamomeiventris
Thamnolaea cinnamomeiventris е вид птица от семейство Muscicapidae.

## Разпространение
Видът е разпространен в Бенин, Ботсвана, Буркина Фасо, Бурунди, Гана, Гвинея, Еритрея, Етиопия, Замбия, Зимбабве, Камерун, Демократична република Конго, Кот д'Ивоар, Кения, Малави, Мали, Мавритания, Мозамбик, Нигерия, Руанда, Сенегал, Судан, Свазиленд, Танзания, Того, Уганда, Централноафриканската република, Чад, Южна Африка и Южен Судан.